# 阿姆拉巴德
阿姆拉巴德（Amlabad），是印度贾坎德邦Bokaro县的一个城镇。总人口4723（2001年）。

## 人口
该地2001年总人口4723人，其中男性2612人，女性2111人；0—6岁人口614人，其中男322人，女292人；识字率65.91%，其中男性为76.15%，女性为53.24%。